# Lac Maicasagi
Lac Maicasagi är en sjö i Kanada.   Den ligger i regionen Nord-du-Québec och provinsen Québec, i den östra delen av landet, 500 km norr om huvudstaden Ottawa. Lac Maicasagi ligger 260 meter över havet.
Trakten runt Lac Maicasagi är nära nog obefolkad, med mindre än två invånare per kvadratkilometer.